# 宛卡班巴省
宛卡班巴省（西班牙語：Provincia de Huancabamba），是秘魯的省份，位於該國西北部皮烏拉大區，首府是宛卡班巴，始建於1861年3月20日，海拔高度1,929米，面積4,254平方公里，2007年人口124,298，人口密度每平方公里29.22人。